# Reisjärvi
Reisjärvi är en kommun i landskapet Norra Österbotten i Finland. Reisjärvi har 2 690 invånare och har en yta på 503,18 km².
Reisjärvi är en enspråkigt finsk kommun.
Kommunens största arbetsgivare är Elecster Oy som är Finlands största tillverkare av livsmedels- och förpackningsmaskiner och har en platsfabrik i Reisjärvi (etabl. 1973, 60 anst. 2003).

## Historia
Reisjärvi blev kapell under Kalajoki 1826, under Haapajärvi 1838 och bildade egen församling 1868. En träkyrka uppfördes 1820.

## Tätorter
Vid tätortsavgränsningen den 31 december 2021 fanns endast en tätort inom Reisjärvi kommuns område: Reisjärvi kyrkoby med 1 173 invånare.

## Styre och politik

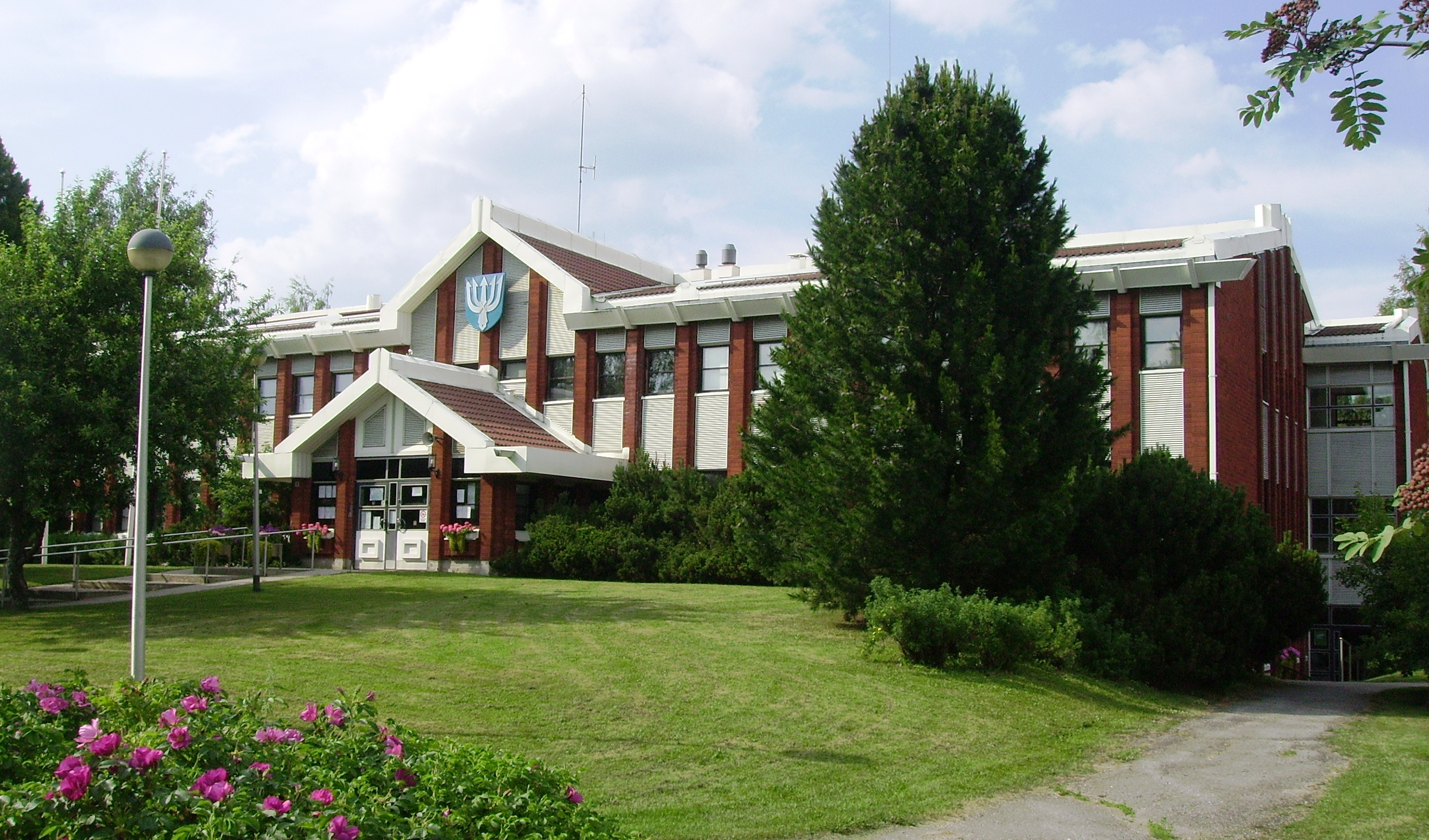
Reisjärvi kommunhus.

### Mandatfördelning i Reisjärvi kommun, valen 1976–2021
| 4 | 1 | 16 |

| 4 | 15 | 2 |

| 3 | 1 | 1 | 14 | 2 |

| 3 | 1 | 1 | 14 | 2 |

| 3 | 1 | 1 | 14 | 2 |

| 2 | 1 | 16 | 2 |

| 1 | 1 | 15 | 4 |

| 1 | 1 | 15 | 4 |

| 18 | 3 |

| 1 | 1 | 1 | 15 | 3 |

| 13 | 8 |

| 1 | 1 | 2 | 15 | 2 |

| 13 | 8 |

| 1 | 1 | 1 | 13 | 1 |

| 13 | 4 |

| 4 | 2 | 10 | 1 |

| 12 | 5 |

### Vänorter
Reisjärvi har inga vänorter.

## Befolkning

### Befolkningsutveckling
| Befolkningsutvecklingen i Reisjärvi kommun 1975–2020                                                         | Befolkningsutvecklingen i Reisjärvi kommun 1975–2020 | Befolkningsutvecklingen i Reisjärvi kommun 1975–2020 | Befolkningsutvecklingen i Reisjärvi kommun 1975–2020 | Befolkningsutvecklingen i Reisjärvi kommun 1975–2020 |
| --- | ---------------------------------------------------- | ---------------------------------------------------- | ---------------------------------------------------- | ---------------------------------------------------- |
| |                                                      |                                                      |                                                      |                                                      |
| År |                                                      |                                                      | Folkmängd                                            |                                                      |
| 1975 | 1975                                                 |                                                      | 3 683                                                |                                                      |
| 1980 | 1980                                                 |                                                      | 3 637                                                |                                                      |
| 1985 | 1985                                                 |                                                      | 3 642                                                |                                                      |
| 1990 | 1990                                                 |                                                      | 3 613                                                |                                                      |
| 1995 | 1995                                                 |                                                      | 3 533                                                |                                                      |
| 2000 | 2000                                                 |                                                      | 3 274                                                |                                                      |
| 2005 | 2005                                                 |                                                      | 3 106                                                |                                                      |
| 2010 | 2010                                                 |                                                      | 2 973                                                |                                                      |
| 2015 | 2015                                                 |                                                      | 2 894                                                |                                                      |
| 2020 | 2020                                                 |                                                      | 2 710                                                |                                                      |
| Anm: Uppgifterna avser förhållandena den 31 december nämnda år enligt områdesindelningen den 1 januari 2022. |                                                      |                                                      |                                                      |                                                      |

### Språk
Befolkningen efter språk (modersmål) den 31 december 2021. Finska, svenska och samiska räknas som inhemska språk då de har officiell status i landet. Resten av språken räknas som främmande. För språk med färre än 10 talare är siffran dold av Statistikcentralen på grund av sekretesskäl.
| Språk                        | Talare 2021-12-31 | Talare 2021-12-31 |
| Språk                        | Antal             | Andel (%)         |
| ---------------------------- | ----------------- | ----------------- |
| Hela befolkningen            | 2 690             | 100,0             |
| Inhemska språk totalt        | 2 681             | 99,7              |
| Finska                       | 2 678             | 99,6              |
| Svenska                      | 3                 | 0,1               |
| Främmande språk totalt       | 9                 | 0,3               |
| Språk med färre än 10 talare | 9                 | 0,3               |

|  | Finska (99,6 %) |

|  | Svenska (0,1 %) |

|  | Främmande språk (0,3 %) |

|  | Finska (99,6 %) |

|  | Svenska (0,1 %) |

|  | Främmande språk (0,3 %) |